# Marino Conservation Park
Marino Conservation Park är en park i Australien. Den ligger i delstaten South Australia, omkring 16 kilometer sydväst om delstatshuvudstaden Adelaide.
Runt Marino Conservation Park är det tätbefolkat, med 550 invånare per kvadratkilometer.. Närmaste större samhälle är Adelaide, omkring 16 kilometer nordost om Marino Conservation Park.
Runt Marino Conservation Park är det i huvudsak tätbebyggt. Genomsnittlig årsnederbörd är 729 millimeter. Den regnigaste månaden är juni, med i genomsnitt 133 mm nederbörd, och den torraste är december, med 21 mm nederbörd.